# Perico
För andra betydelser, se Perico (olika betydelser).

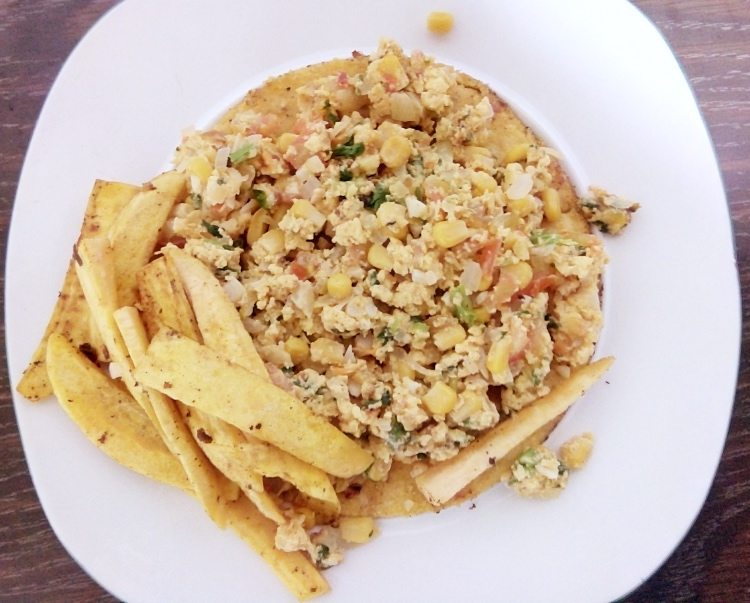
Huevos perico.

Huevos perico är en populär maträtt från Colombia som även är vanlig i Venezuela under namnet perico. Den består av äggröra, smör, sautérad tärnad lök och tomater. Den kan även innehålla stött peppar, annatto och då och då het chilipeppar. Den kan anses vara en tropisk variant på äggröra, och kan ätas ensamt, med bröd vanligtvis till frukost på grund av dess enkelhet eller närsomhelst och som en fyllning till arepas tillsammans med gul ost. Rätten serveras ofta tillsammans med något slags flatbröd.
Namnet kommer förmodligen från det spanska ordet för papegoja, som är perico.